# Havelberg (Adelsgeschlecht)

Stammwappen derer von Havelberg

Wappen derer von Havelberg

Das Geschlecht der Ritter von Havelberg stammt vermutlich aus der gleichnamigen Stadt. Sie waren im 13. Jahrhundert als Lehnsleute und Gefolge der  Herren von Werle bekannt. Das Geschlecht selbst ist älter.

## Geschichte
Der Ritter Johann von Havelberg wurde im Jahr 1256 als Besitzer eines Gutes an den Grenzen von Zechlin erwähnt. Dieser besaß auch  das große Gut Boek (Ortsteil von Rechlin) an der Nordwestgrenze des Landes Turne oder der Komturei Mirow. Er gilt als Stammvater des Geschlechtes in Mecklenburg. Letzter namentlich erwähnte Vertreter war Heinrich von Havelberg. Selbiger wurde im Jahr 1431 als Besitzer des Gutes Striggow benannt.

## Wappen
Der Schild zeigt zwei nebeneinander gesetzte Flügel mit herabhängenden Federn, woraus später ein Adler wurde. Wappenverwandt mit den von Loziz (Loitz), Eckernförde, Trechow, Zernin und Barnekow. Eine mögliche Stammesverwandtschaft muss noch erforscht werden.